# Oh, What a Knight!
Oh, What a Knight! er en amerikansk stumfilm fra 1910.